# Kabinett Hara
Das Kabinett Hara (jap. 原内閣, Hara naikaku) regierte Japan unter der Führung von Premierminister Hara Takashi von September 1918 bis November 1921. Mit Ausnahme der Heeres-, Marine- und Außenminister bestand es aus Mitgliedern des Rikken Seiyūkai und wird daher als erstes „echtes“ Parteienkabinett Japans angesehen.
Nach dem Rücktritt von Premierminister Terauchi Masatake sahen die führenden Berater des Tennō keine Alternative zur Einbeziehung der bürgerlichen Parteien in die Regierungsführung, und der Tennō berief Hara, Parteivorsitzender des Rikken Seiyūkai, zum Premierminister. Dem Kabinett gehörten bei Amtsantritt fünf Abgeordnete des Shūgiin, des gewählten Unterhauses, und zwei Mitglieder des Kizokuin, des Herrenhauses, an. Chefkabinettssekretär war Takahashi Kōe (Rikken Seiyūkai, Shūgiin, Niigata), Leiter des Legislativbüros Yokota Sennosuke (Rikken Seiyūkai, Shūgiin, Tochigi).
Die Shūgiin-Wahl am 10. Mai 1920, die eine Senkung der Zensusbeschränkung auf 3 Yen Staatssteuer und zugleich eine Rückkehr zu Einzelwahlkreisen und damit einem einfachen Mehrheitswahlrecht bedeutete, verschaffte dem Rikken Seiyūkai erstmals seit der Wahl von 1912 eine klare absolute Mehrheit.
Nach der Ermordung Haras 1921 übernahm Außenminister Uchida kommissarisch das Amt des Premierministers, bevor der Tennō am 13. November 1921 Finanzminister Takahashi Korekiyo zum Nachfolger berief.

## Staatsminister
| Amt                                    | Name                                                                                 | Parlamentskammer | Wahlkreis/Methode                  | Partei/Fraktion           |
| -------------------------------------- | ------------------------------------------------------------------------------------ | ---------------- | ---------------------------------- | ------------------------- |
| Premierminister                        | Hara Takashi † 4. November 1921 Uchida Kōsai (kommissarisch)                         | Shūgiin -        | Iwate, Morioka → Iwate 1 -         | Rikken Seiyūkai -         |
| Außenminister                          | Uchida Kōsai                                                                         | -                | -                                  | -                         |
| Innenminister                          | Tokonami Takejirō                                                                    | Shūgiin          | Kagoshima, Kagoshima → Kagoshima 1 | Rikken Seiyūkai           |
| Finanzminister                         | Baron → Vizegraf Takahashi Korekiyo                                                  | Kizokuin         | Ernennung                          | Rikken Seiyūkai           |
| Heeresminister                         | General Baron Tanaka Giichi bis 9. Juni 1921 General Yamanashi Hanzō ab 9. Juni 1921 | -                | -                                  | -                         |
| Marineminister                         | Admiral Baron Katō Tomosaburō                                                        | -                | -                                  | -                         |
| Justizminister                         | Hara Takashi bis 15. Mai 1920 Graf Ōki Enkichi ab 15. Mai 1920                       | Shūgiin Kizokuin | Iwate, Morioka → Iwate 1 Adelswahl | Rikken Seiyūkai Kenkyūkai |
| Kultusminister                         | Nakahashi Tokugorō                                                                   | Shūgiin          | Ishikawa, Kanazawa → Ōsaka 3       | Rikken Seiyūkai           |
| Minister für Landwirtschaft und Handel | Baron Yamamoto Tatsuo                                                                | Kizokuin         | Ernennung                          |                           |
| Kommunikationsminister                 | Noda Utarō                                                                           | Shūgiin          | Fukuoka-Land → Fukuoka 12          | Rikken Seiyūkai           |
| Eisenbahnminister ab 15. Mai 1920      | Motoda Hajime                                                                        | Shūgiin          | Ōita → Ōita 6                      | Rikken Seiyūkai           |